# Nijmeegs avontuur
Nijmeegs avontuur is een computerspel uit 1980 dat werd ontwikkeld door Wim Couwenberg.
In Nijmeegs avontuur is het de bedoeling dat de speler op zoek gaat naar een schat in Nijmegen door middel van instructies.
De lay-out van het spel is "geleend" van soortgelijke avonturen voor de Commodore PET die door Hans Courbois waren geschreven. Hierdoor heeft de maker Plein 44 als startlocatie gekozen. Hier woonde Courbois destijds. Later maakte Wim Couwenberg ook een versie voor de Commodore 64, maar die verschilde alleen van de PET-versie, omdat de plaatjes nu van wat kleuren waren voorzien.